# 貝拉斯角區
10°21′50″N 85°48′44″W / 10.36389°N 85.81222°W
貝拉斯角區（西班牙語：Cabo Velas District），是哥斯達黎加的行政區，位於該國西北部瓜納卡斯特省，由聖克魯斯縣負責管轄，面積73平方公里，海拔高度20米，2013年人口3,644人，人口密度每平方公里50人。